# Manem jezik
Manem jezik (jeti, skofro, wembi, yeti; ISO 639-3: jet), jedan od osam jezika jezične skupine waris, porodica border, kojim govori oko 900 ljudi, od čega 500 in Papui Novoj Gvineji (1993 SIL) u provinciji Sandaun, selo Skotiau, i 400 u Indoneziji (1978 SIL), južno od jayapure, u selima Wembi, Yeti i Kiba.
Nije isto što i manam [mva].

## Vanjske poveznice
- Ethnologue (14th)
- Ethnologue (15th)